# Imre Nielsen
Imre Nielsen es una deportista danesa que compitió en bádminton. Ganó una medalla de plata en el Campeonato Europeo de Bádminton de 1970 en la prueba individual.

## Palmarés internacional
| Campeonato Europeo | Campeonato Europeo        | Campeonato Europeo | Campeonato Europeo |
| Año                | Lugar                     | Medalla            | Prueba             |
| ------------------ | ------------------------- | ------------------ | ------------------ |
| 1970               | Port Talbot (Reino Unido) | Medalla de plata   | Individual         |